# Транспорт Пензенской области
Пензенская область является крупным транспортным узлом. Через регион проходят важные авиационные, железнодорожные и автомобильные коммуникации разных направлений.

## Автомобильный транспорт
Протяжённость автомобильных дорог федерального и регионального значения составляет 4373,8 км, из них федеральных автомобильных дорог — 738,8 км, региональных — 3635 км. Протяжённость автомобильных дорог с асфальтобетонным покрытием составляет 4416,3 км.
Через Пензу проходят автотрассы федерального значения:
- М5 Москва — Челябинск
- Р208 Тамбов — Пенза
- Р158 Нижний Новгород — Саратов

Южную часть области пересекает участок федеральной трассы М5 «Урал».

## Воздушный транспорт
Воздушные перевозки в Пензенской области начаты в 1936 году.
На территории области расположен один аэропорт — Пензенский аэропорт им В. Г. Белинского и 12 аэродромов.
Авиакомпаниями регулярно выполняющими рейсы являются S7 Airlines, Руслайн.
Авиакомпании, имеющие сезонные рейсы — ИжАвиа,ИрАэро.

## Железнодорожный транспорт
Железнодорожные перевозки на территории региона осуществляет Пензенский Регион Куйбышевской железной дороги — филиал ОАО «РЖД».
Пенза — важный узел Куйбышевской железной дороги, имеет один главный и 3 второстепенных вокзала. Пассажирские поезда пригородного и дальнего следования отправляются с вокзала станции Пенза I. Пригородные поезда отправляются с платформ Пенза-II, Пенза-III, Пенза-IV и Заречный парк.

## Водный транспорт
До 2013 года на балансе Горэлектротранса находились пассажирские суда типа Фонтанка и судно проекта 2044.
На текущий момент все они порезаны на металл.
По состоянию на лето 2022 года водный пассажирский транспорт используется в Пензе в экскурсионных и прогулочных целях и представляет собой совокупность коммерческих маршрутов по реке Сура.

## Общественный транспорт
Внутригородские автобусные маршруты по состоянию на 28.11.2022 есть в городах Пенза, Кузнецк, Заречный.
В Пензе также есть троллейбусное (см. Пензенский троллейбус) сообщение, ранее непродолжительное время функционировал Пензенский трамвай.

### Пензенский омнибус
Омнибус — это многоместная конная закрытая карета, исторически первый вид общественного транспорта для перевозки пассажиров. В Пензе движение омнибусов открылось в декабре 1883 года по следующему маршруту: церковь Спасителя (ныне дом культуры им. Дзержинского) — Московская ул. — гостиница Ершова (гостиница «Сура») — 2-я полицейская часть (угол Московской ул. и ул. Пушкина) — гостиница Кошелева (ныне ресторан «Волга») — гостиница Варенцова (угол Московской ул. и Никольской ул. (ныне ул. Карла Маркса)) — Государственный банк на Средне-Пешей (угол улиц Богданова и Лермонтова) — вокруг Лермонтовского сквера — вниз по Московской улице. Второй омнибус двигался навстречу первому по другой стороне улицы. Стоимость проезда от одной остановки до другой составляла 5 копеек. Содержателем омнибуса был господин Рагозинский.

### Общественный транспорт Пензы в довоенное время
История самоходного общественного транспорта в Пензе началась с открытия автобусного движения 10 мая 1926 года. Четыре автобуса Фиат-44 и АМО-Ф-15, работая по 16 часов в сутки, делали за день 12 рейсов от вокзала Пенза-1 до Советской пл., Совбольницы и велозавода. В 1940 году в Пензе был 21 автобус и 7 маршрутов.
В 1935 была проложена линия узкоколейного бензомоторного трамвая (см. Пензенский трамвай). Бензомоторный трамвай оказался неэффективным и в 1937 был закрыт.